# Daniel Pereira
Daniel Horacio Pereira Viana (Buenos Aires, 5 dicembre 1976) è un ex calciatore argentino naturalizzato uruguaiano, di ruolo centrocampista.

## Palmarès

### Club

#### Competizioni nazionali
- Segunda División Profesional de Uruguay: 1

Liverpool Montevideo: 2002
- Liguilla Pre-Libertadores de América: 1

Peñarol: 2004